# Buzz Lightyear of Star Command: The Adventure Begins
Buzz Lightyear of Star Command: The Adventure Begins is een Amerikaanse direct-naar-dvd-animatiefilm uit 2000.

## Geschiedenis
De proloog is een computeranimatie geproduceerd door Pixar. De rest van de film is traditionele animatie geproduceerd door Walt Disney Television Animation. Deze film is een pilot voor de televisieserie Buzz Lightyear of Star Command. De film is onder andere gebaseerd op Star Wars en Star Trek maar behoort tot de Toy Story-franchise. Toy Story is een filmreeks over levend speelgoed in een fictieve wereld en Buzz Lightyear is speelgoed gebaseerd op een populaire film in die wereld. Een paar jaar later bracht Disney die film dan ook als spin-off uit. Dit is de enige traditionele animatiefilm in de Toy Story-franchise.

## Verhaal

### Proloog
Het speelgoed uit Toy Story gaat naar een film kijken over de animatiefiguur Buzz Lightyear, waarop een van hun gebaseerd is.

### Situering
Star Command is een intergalactische militaire eenheid in dienst van de Galactic Alliance, die bestaat uit een grote groep buitenaardse staten (zoals de VN of de Galactische Republiek uit Star Wars). Deze alliantie wordt voornamelijk bedreigd door de kwaadaardige keizer Zurg. De wetenschappers van Star Command zijn 1 ras genaamd de L.G.M. (Little Green Men). Dit is een noosphere-ras, wat betekent dat hun geest verbonden zijn waardoor ze denken als 1 levend wezen en ze ook elkaars pijn voelen.

### Buzz Lightyear of Star Command: The Adventure Begins
In het begin zijn 2 rangers (agenten) van Star Command genaamd Kapitein Buzz Lightyear en zijn partner Warp Darkmatter op een missie op zoek naar 3 vermiste L.G.M.'s. Ze ontdekken hen op een verlaten maan waar een geheime basis van keizer Zurg blijkt te zijn. Zurg martelt de 3 L.G.M.'s om te weten hoe ze verbonden zijn. Buzz en Warp grijpen in en gaan het gevecht aan met Zurg zijn robots. Zurg vlucht en activeert de zelfvernietiging van de basis. In de chaos van het gevecht raakt Warp klem onder een machine. Buzz ontsnapt tegen zijn zin waarna de basis ontploft.
Vervolgens wordt Buzz depressief en zweert hij dat hij geen andere rangers meer in gevaar brengt. Hierdoor werkt hij voortaan alleen. De leider van Star Command genaamd Commandant Nebula heeft echter een nieuwe partner voor Buzz in gedachten. Dit blijkt zijn beste rekruut te zijn genaamd Prinses Mira Nova. Haar volk heeft de gave om zich ongrijpbaar (Ghosting) te maken waardoor ze door alles heen kunnen. Buzz weigert echter omdat hij geen nieuwe partner wil. Daarna zorgt Buzz ervoor dat een verlegen schoonmaker genaamd Booster (opnieuw) niet ontslagen wordt omdat hij in een verboden zone rondloopt. Ondertussen op de thuisplaneet van keizer Zurg geeft Zurg zijn nieuwe onderbevelhebber een robotarm. Deze onderbevelhebber draagt de bijnaam agent Z. Zurg verneemt vervolgens van het bestaan van de Uni-Mind. Dit is een grote bol op de thuisplaneet van de L.G.M.'s die hen verbindt. Vervolgens geeft hij agent Z de opbracht op deze bol te stelen. Ondertussen hebben de L.G.M.'s van Star Command gehoord over Buzz zijn probleem. Dus hebben ze een kleine robot genaamd eXperimental Ranger (X.R.) gebouwd als partner. Wanneer de robot kapotgaat, dan kunnen de L.G.M.'s het snel weer maken. Zowel Buzz als Commandant Nebula zien X.R. niet zitten, maar Buzz en X.R. vertrekken toch samen naar de thuisplaneet van de L.G.M.'s wanneer Zurg het binnenvalt. Buzz en X.R. kunnen niet verhinderen dat Zurg de Uni-Mind steelt waarbij agent Z de robot vernielt. De verwarde L.G.M.'s veranderen vervolgens per ongeluk X.R. in een robot die zelfstandig kan denken zoals een mens. Ondertussen gaat Zurg de Uni-Mind gebruiken om de inwoners van de Galactic Alliance te hersenspoelen zodat Zurg hen allen controleert. Nebula plant vervolgens een grootschalige aanval op de thuisplaneet van Zurg, maar Ranger Mira Nova stelt een kleine aanval voor met het experimentele voertuig Alpha One om voorbij de planeet zijn verdediging te glippen. Mira en Buzz willen dit allebei doen, maar Nebula vindt het niks. Vervolgens gaat Mira Nova stiekem zelf en Nebula stuurt Buzz achter hem aan terwijl X.R. en de reus Booster zich stiekem in Buzz zijn schip bevinden. Buzz haalt Mira terug, maar ondertussen beheerst Zurg Star Command waarna hij Buzz zijn schip opblaast. Buzz, Mira, Booster en X.R. lanceerden echter de Alpha One op het moment van de explosie waardoor ze het overleefd hebben terwijl keizer Zurg denkt dat ze dood zijn. Vervolgens gaat Buzz achter Zurg aan, maar wordt tegengehouden door agent Z die Warp Darkmatter blijkt te zijn. Warp was al jaren een spion voor Zurg totdat hij wist hoe de L.G.M.'s verbonden zijn. Daarna worden Buz gered door Mira, X.R. en Booster waarna Zurg en Agent Z verslagen worden. Buzz besluit om om voortaan met Mira, Booster en X.R. een team te vormen waardoor hij 3 partners heeft.

## Rolverdeling

### Personages uit de film
| Acteur            | Personage                      |
| ----------------- | ------------------------------ |
| Tim Allen         | Kapitein Buzz Lightyear        |
| Nicole Sullivan   | Prinses Mira Nova              |
| Stephen Furst     | Booster                        |
| Larry Miller      | X.R.                           |
| Adam Carolla      | Commandant Nebula              |
| Patrick Warburton | de Little Green Men (L.G.M.'s) |
| Wayne Knight      | keizer Zurg                    |
| Diedrich Bader    | Warp Darkmatter                |
| Frank Welker      | de Grubs, slaven van Zurg      |
| Charles Kimbrough | Brain Pod #29, slaaf van Zurg  |
| Sean Hayes        | Brain Pod #13, slaaf van Zurg  |

### Personages uit Toy Story (proloog)
| Acteur         | Personage                      |
| -------------- | ------------------------------ |
| Tim Allen      | Buzz Lightyear                 |
| Jim Hanks      | Woody                          |
| Wallace Shawn  | Rex                            |
| Andrew Stanton | Hamm                           |
| Jeff Pidgeon   | de Little Green Men (L.G.M.'s) |
| R. Lee Ermey   | Sarge                          |
| Joe Ranft      | Wheezy                         |